# Caviste (établissement)
Pour les articles homonymes, voir Caviste.

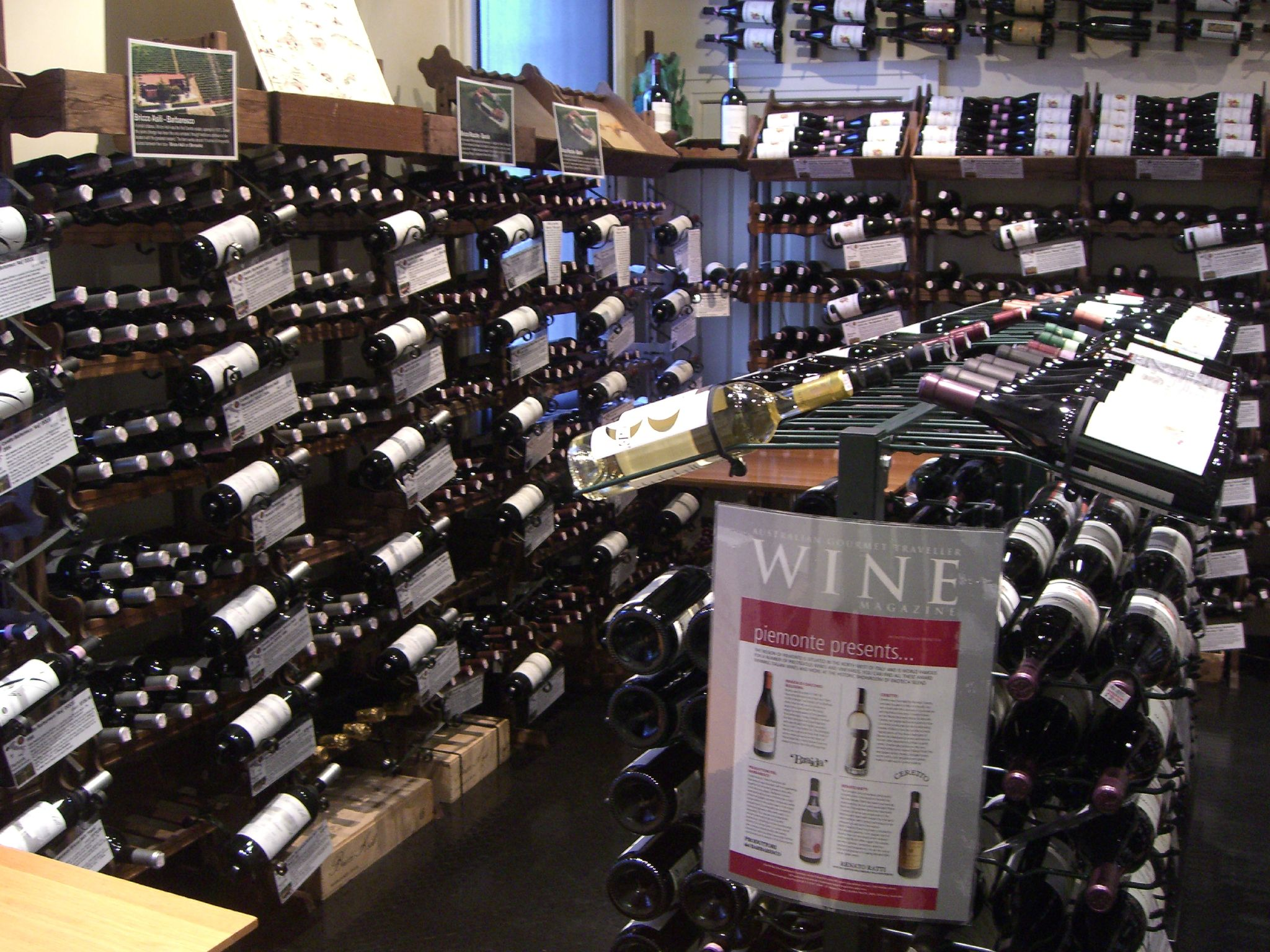
Caviste italien en Australie

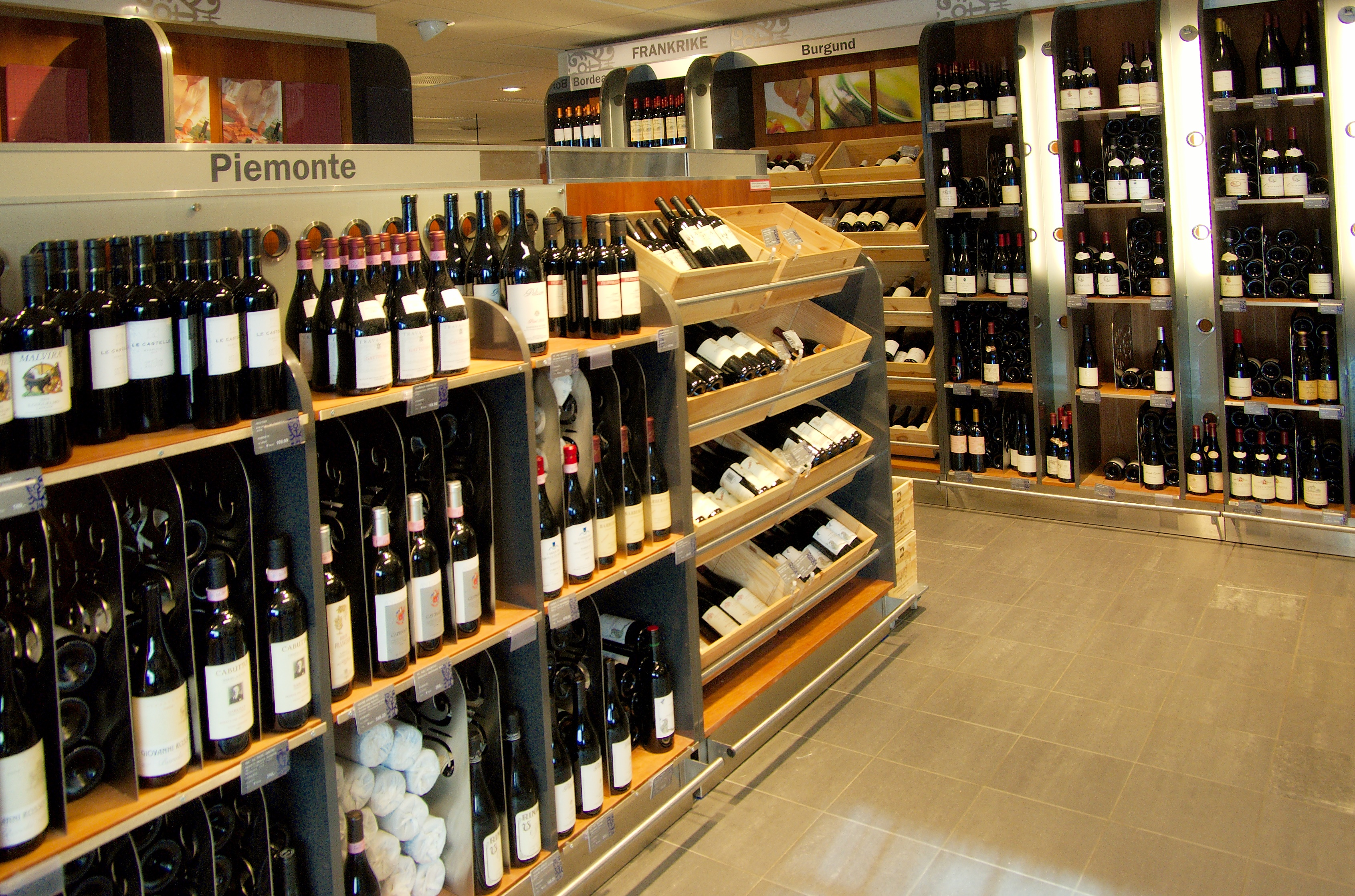
Caviste en Norvège

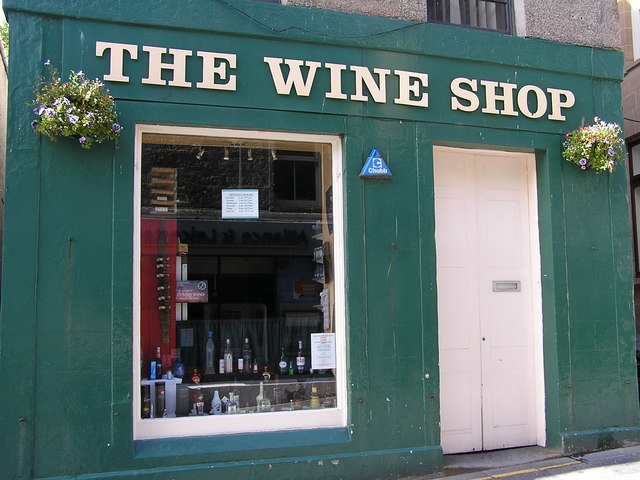
Devanture d'un Wine Shop, ou caviste au Royaume-Uni

Un caviste désigne les locaux de commerçants vendant du vin ou des spiritueux.
Ces lieux ne sont pas destinés à la vente d'une autre boisson ou d'une autre marchandise. Elles sont soumises à une législation particulière, différente des restaurants, des bars à vin, et autres débits de boisson.
Les cavistes peuvent être gérés par une personne indépendante, ou appartenir à une chaîne commerciale comme les enseignes françaises Nicolas ou Cavavin.

## Localisation
En France les cavistes sont en prédominance dans les grandes villes, au sein des centres-villes, ainsi que dans les zones viticoles.

## Activité
En 2019, il existe environ 5 800 commerces. Le chiffre d'affaires annuel moyen des cavistes est en croissance chaque année depuis les années 2000 alors que la consommation de vin des ménages est en décroissance sur la période. Il y a un pic de ventes au moment des fêtes de fin d'année, où le chiffre d'affaires double par rapport à celui d'un mois en moyenne.

## Législation
Le statut de l'établissement peut être retrouvé sous deux codes APE:
- Commerce de détail de boissons en magasin spécialisé (47.25Z) ;
- Commerce de gros (commerce interentreprises) de boissons (46.34Z).